# ایبی تارا
ایبی تارا (به پرتغالی: Ibitiara) یک منطقهٔ مسکونی در برزیل است که در باهیا واقع شده‌است. ایبی تارا ۱۶٬۴۰۳ نفر جمعیت دارد.